# Fie Woller
Fie Woller, née le 17 septembre 1992 à Herning, est une handballeuse internationale danoise évoluant au poste d'ailière gauche.

## Biographie
En décembre 2016, elle rejoint le club allemand du SG BBM Bietigheim.

## Palmarès

### En club
compétitions internationales
- vainqueur de la coupe EHF en 2011 (avec FC Midtjylland Håndbold)
- vainqueur de la coupe d'Europe des vainqueurs de coupe en 2015 (avec FC Midtjylland Håndbold)

compétitions nationales
- championne du Danemark en 2011, 2013 et 2015 (avec FC Midtjylland Håndbold)
- championne d'Allemagne en 2017 et 2019 (avec SG BBM Bietigheim)

### En sélection
championnats du monde
- 6e du championnat du monde 2015

autres
- vainqueur du championnat d'Europe junior en 2011[4]
- vainqueur du championnat d'Europe jeunes en 2009[5]

### Distinctions individuelles
- élue meilleure ailière gauche du  championnat d'Europe junior en 2011[6]